# Požárně bezpečnostní řešení

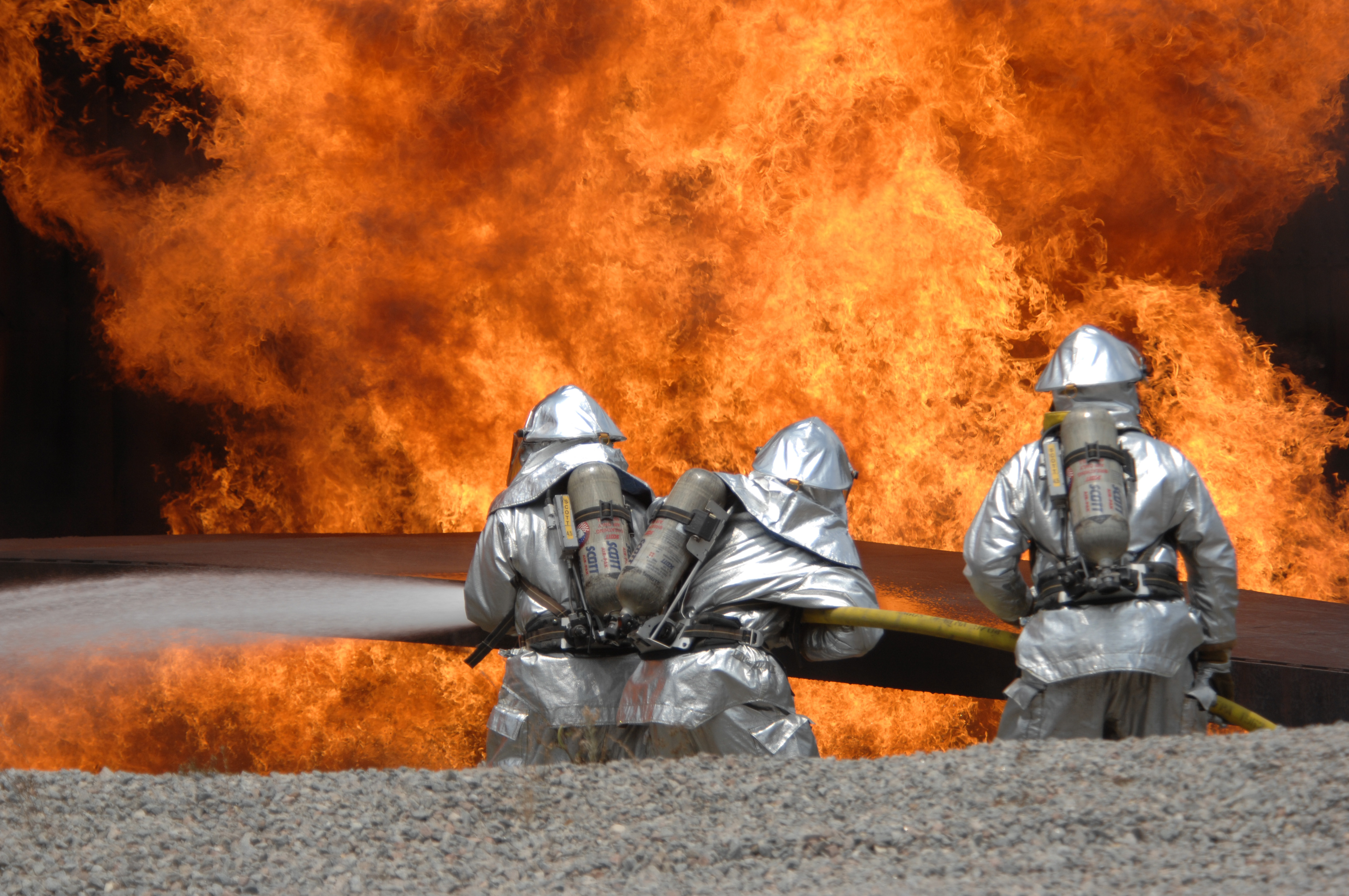

Požárně bezpečnostní řešení (PBŘ také používané PBŘS - Požárně bezpečnostní řešení stavby) je odborný dokument, který je nedílnou součástí projektové dokumentace stavby. Jeho hlavním cílem je zajistit ochranu veřejného zájmu, života, zdraví osob, zvířat, majetku a životního prostředí před účinky požáru. PBŘ stanovuje technická a organizační opatření, která musí být u stavby splněna, aby odpovídala požadavkům požární bezpečnosti stanoveným právními předpisy.

## Právní rámec a předpisy
PBŘ vychází mj. z následujících zákonů a vyhlášek:
- Zákon č. 133/1985 Sb., České národní rady o požární ochraně, upravuje systém požární ochrany v ČR, práva a povinnosti fyzických i právnických osob.
- Zákon č. 283/2001 Sb., Stavební zákon, PBŘ je součástí dokumentace stavby podle vyhlášky č. 131/2024 Sb.

- Vyhláška č. 246/2001 Sb., o požární prevenci, stanovuje podrobnosti k zajištění požární bezpečnosti staveb a činností.
- Vyhláška č. 23/2008 Sb., o technických podmínkách požární ochrany staveb, klíčový technický předpis pro navrhování PBŘ – stanovuje požadavky na únikové cesty, požární úseky, přístupové cesty atd.
- Vyhláška č. 131/2024 Sb., o dokumentaci staveb, PBŘ je součástí dokumentace pro stavební povolení (část "Požárně bezpečnostní řešení").

## Obsah požárně bezpečnostního řešení
1. Požární zatížení a klasifikace prostor - stanovení Třídy využití a  Kategorizaci staveb z hlediska požární bezpečnosti a ochrany obyvatelstva[2][3]
2. Rozdělení objektu na požární úseky
3. Stanovení požární odolnosti stavebních konstrukcí
4. Návrh únikových cest a jejich délky
5. Technická zařízení požární ochrany – hasicí přístroje, sprinklery, hlásiče
6. Zásobování požární vodou – vnitřní i vnější
7. Přístupové a zásahové cesty pro hasiče
8. Opatření pro osoby se sníženou schopností pohybu
9. Zajištění stability konstrukcí při požáru
10. Protipožární uzávěry a těsnění prostupů

## Zpracovatel PBŘ
PBŘ může zpracovat pouze autorizovaná osoba ČKAIT, podle zákona č. 360/1992 Sb., o výkonu povolání autorizovaných architektů a inženýrů v oboru Požární bezpečnost staveb.

## Dotčené orgány a projednání PBŘ
Při schvalování stavby je PBŘ posuzováno podle zákona č. 133/1985 Sb., dotčeným orgánem státní správy je Hasičský záchranný sbor ČR (HZS) a provádí Výkon státního požárního dozoru. 
- Posuzuje požárně bezpečnostní řešení ve stavebním záměru
- Vydává stanovisko k PBŘ, které je podkladem pro stavební úřad
- Může uložit doplnění PBŘ, požadovat úpravy, nebo stanovit podmínky

- Provádí kontrolu projektové dokumentace a stavby
- Provádí dozor nad dodržováním předpisů požární ochrany
- Provádí kontrolu užívání stavby (např. kolaudace)
- Provádí výkon inspekcí během provozu stavby
- Může zabránit zahájení stavby či užívání stavby
- Může uložit pokuty nebo nařídit nápravná opatření

## Kdy je PBŘ povinné
PBŘ je součástí dokumentace mj. pro:
- Kategorie staveb z hlediska požární bezpečnosti a ochrany obyvatelstva I až III.
- stavební povolení (novostavby, změny staveb),
- rozhodnutí změny využití územní u rozsáhlých areálů,
- změny užívání stavby, pokud ovlivní požární bezpečnost,
- kolaudační řízení.